# Nathan Kallir
Nathan Kallir, též Natan Kallir (11. listopadu 1821 Brody – 4. února 1886 Vídeň), byl rakouský bankéř a politik židovského původu z Haliče, v 2. polovině 19. století poslanec Říšské rady.

## Biografie
Od roku 1842 působil jako bankéř. Vlastnil banku v rodných Brodech i ve Vídni.
Zasedal jako poslanec Haličského zemského sněmu. Byl i poslancem Říšské rady (celostátního parlamentu). Usedl sem v prvních přímých volbách roku 1873 za kurii obchodních a živnostenských komor v Haliči, obvod Brody. V roce 1873 se uvádí jako rytíř N. Kallir, prezident obchodní komory, bytem Brody. Mandát obhájil ve volbách roku 1879 a volbách roku 1885. V parlamentu zasedal do své smrti roku 1886. Pak ho nahradil Maurycy Rosenstock.
V parlamentu zastupoval provládní Ústavní stranu, která byla provídeňsky a centralisticky orientovaná. V roce 1878 se uvádí jako člen poslaneckého klubu levého středu. V říjnu 1879 je pak zmiňován jako člen „staroněmeckého“ Klubu liberálů (Club der Liberalen). V roce 1881 přešel do nově utvořeného Klubu sjednocené levice, do kterého se spojilo několik útavověrných politických proudů. Po volbách do Říšské rady roku 1885 se uvádí jako člen Coroniniho klubu, oficiálně nazývaného Klub liberálního středu, který byl orientován vstřícněji k vládě Eduarda Taaffeho.
Zemřel v únoru 1886.